# Norman Abramson

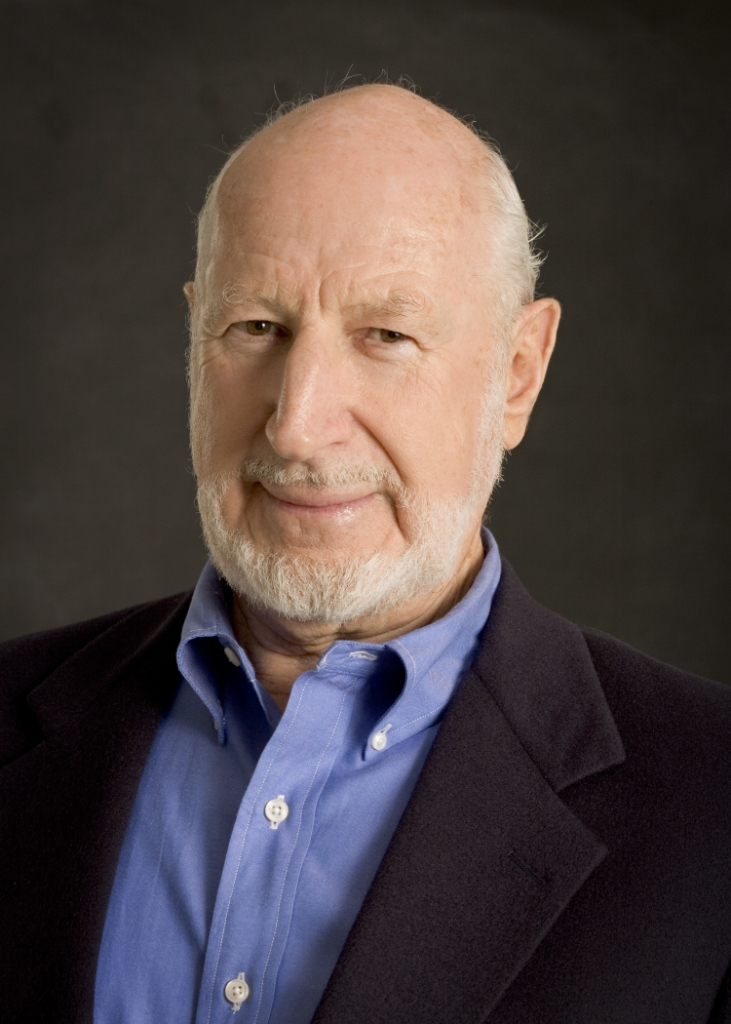
Norman Abramson (2007)

Norman Manuel Abramson (* 1. April 1932 in Boston, Massachusetts; † 1. Dezember 2020 in San Francisco, Kalifornien) war ein US-amerikanischer Ingenieur und Informatiker, der bekannt ist für die Entwicklung des ALOHAnet.
Er erwarb seinen Bachelor in Physik 1953 an der Harvard University, seinen Master zwei Jahre später an der University of California, Los Angeles und seinen Ph.D. in Elektrotechnik 1958 an der Stanford University.
Bis 1955 arbeitete er als Forschungs-Ingenieur bei Hughes Aircraft. 1955 bis 1965 war er an der Stanford University und 1966 Gastdozent an der University of California, Berkeley. Von 1968 bis 1994 war er an der University of Hawaiʻi System Professor für Elektrotechnik und Informatik. In den späten 1960ern arbeitete er am ALOHAnet und in den 1980ern an Frequenzspreizung.

## Frühe Jahre
Abramson wurde am 1. April 1932 in Boston, Massachusetts, als Sohn der jüdischen Einwanderereltern Edward und Esther Abramson geboren. Sein Vater wurde in Litauen geboren und arbeitete in der Werbefotografie. Seine Mutter wurde in der Ukraine geboren und kümmerte sich um den Haushalt.
Er wurde in den öffentlichen Schulen von Boston unterrichtet und besuchte die Boston Latin School und die English High School of Boston.
Er zeigte gute Fähigkeiten in Mathematik und Naturwissenschaften und erhielt einen A.B. in Physik von der Harvard University (1953), einen M.A. in Physik von der UCLA (1955) und einen Ph.D. in Elektrotechnik an der Stanford University (1958). Seine Diplomarbeit in Stanford konzentrierte sich auf den Bereich der Kommunikationstheorie.

## Karriere
Abramson war bis 1955 Forschungsingenieur bei der Hughes Aircraft Company, bis er dann an die Fakultät der Stanford University wechselte (1955–65). Danach arbeitete er als Gastprofessor an der University of California in Berkeley (1966), bevor er an die University of Hawaii wechselte (1968–94) als Professor für Elektrotechnik und Informatik.
Einige seiner frühen Forschungen gingen um Radarsignaleigenschaften und Abtasttheorie sowie Frequenzmodulation und digitale Kommunikationskanäle, Fehlerkorrekturcodes, Mustererkennung sowie maschinelles Lernen und Rechnen für die seismische Analyse. [1]
Eines der ersten Projekte von Abramson an der Universität von Hawaii war die Entwicklung von Funktechnologie, mit deren Hilfe die Schule Daten von ihrem angegebenen geografischen Standort in die kontinentalen Vereinigten Staaten senden und empfangen kann, die von der Advanced Research Projects Agency finanziert werden. Eine wichtige Neuerung in der Technologie bestand darin, die Daten in Pakete aufzuteilen, die erneut gesendet werden könnten, wenn die Daten während der Übertragung verloren gingen, und so einen Direktzugriff anstelle eines sequentiellen Zugriffs zu ermöglichen, basierend auf denselben Prinzipien, die für ARPAnet, den Vorläufer des modernen Internets, entwickelt wurden. Die daraus resultierende Funknetzwerktechnologie, die sein Team entwickelte, wurde 1971 als ALOHAnet eingesetzt, basierend auf der doppelten Bedeutung des hawaiianischen Wortes „aloha“. ALOHAnet wurde zur Grundlage der modernen drahtlosen Kommunikation und beeinflusste die Entwicklung der Ethernet-basierten Kommunikation.
Abramson war weiterhin Professor auf Hawaii, bis er 1994 in den Ruhestand ging. Abramson war Mitbegründer von Aloha Networks in San Francisco, wo er als CTO tätig war.